# Afromynoglenes parkeri
Afromynoglenes parkeri is een spinnensoort uit de familie hangmatspinnen (Linyphiidae). De soort komt voor in Ethiopië.